# Tinovul de la Românești
Tinovul de la Românești este o arie protejată (arie specială de conservare — SAC, sit de importanță comunitară — SCI) din România, desemnată în scopul protejării biodiversității și menținerii într-o stare de conservare favorabilă a florei spontane și faunei sălbatice, precum și a habitatelor naturale de interes comunitar aflate în arealul zonei de protecție. Aceasta este situată în nordul țării, pe teritoriul administrativ al județului Suceava.

## Localizare
Aria naturală se află în extremitatea vestică a județului Suceava (aproape de limita teritorială cu județul Bistrița-Năsăud), pe teritoriul administrativ al comunei Coșna, în apropierea drumului național DN17, care leagă orașul Vatra Dornei de municipiul Bistrița.

## Înființare
Zona a fost declarată sit de importanță comunitară prin Ordinul Ministerului Mediului și Dezvoltării Durabile Nr.1964 din 13 decembrie 2007 (privind instituirea regimului de arie naturală protejată a siturilor de importanță comunitară, ca parte integrantă a rețelei ecologice europene Natura 2000 în România) și se întinde pe o suprafață de 21 hectare. Situl a fost protejat și ca arie specială de conservare în mai 2022.

## Biodiversitate

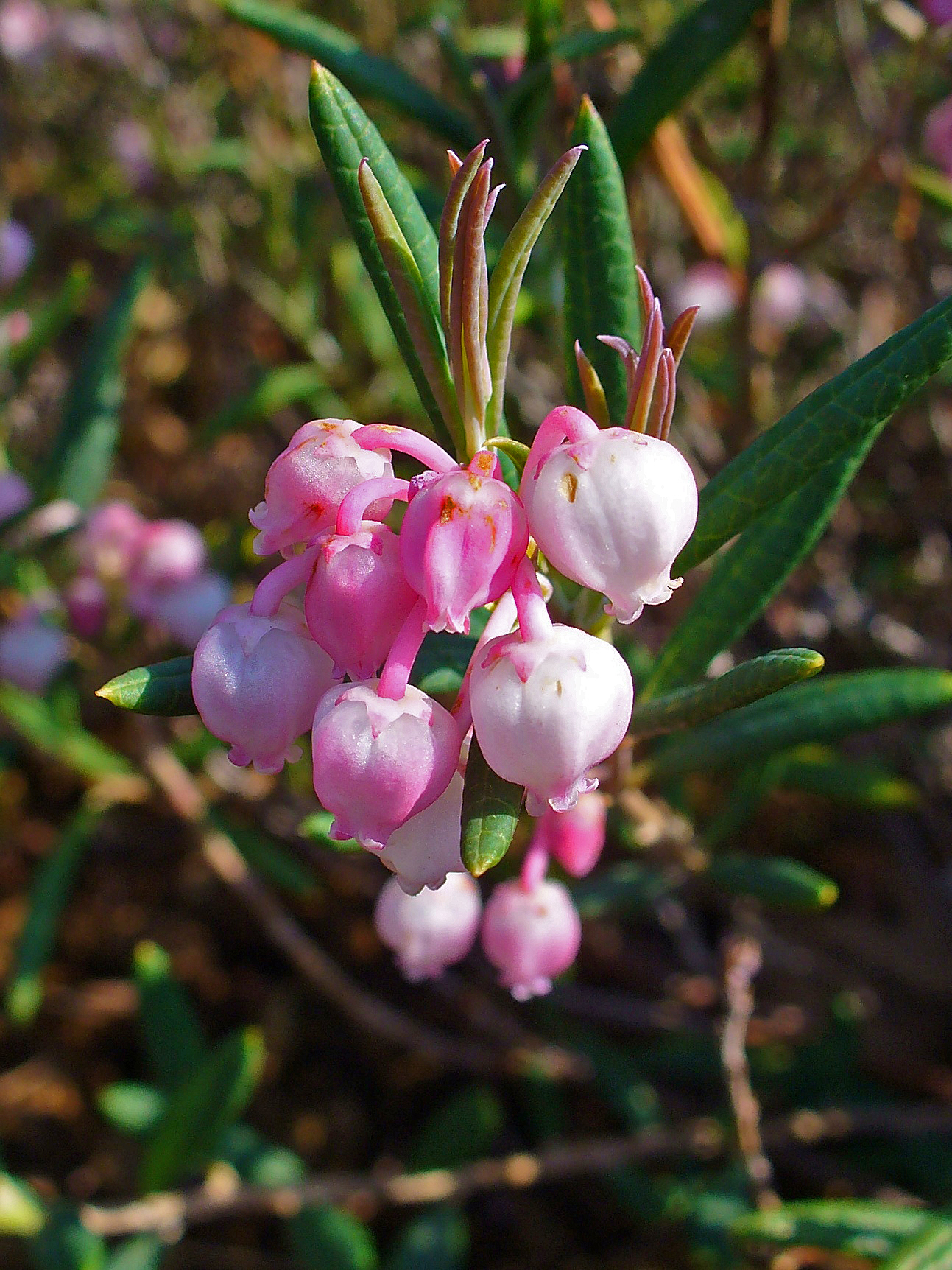
Ruginare (Andromeda polifolia)

Situl reprezintă o zonă montană cu pajiști naturale, turbării active, păduri de conifere și terenuri arabile (încadrată în bioregiunea alpină, la poalele estice ale Munților Bârgăului, unitate de relief a Carpaților Maramureșului și Bucovinei, aparținând de lanțul muntos al Carpaților Orientali, în Depresiunea Dornelor); ce conservă habitate naturale de tip: Păduri acidofile de Picea abies din regiunea montană (Vaccino-Piceetea), Turbării active și Turbării cu vegetație forestieră și protejează arboret cu specii predominante de molid (Picea abies) și pin de pădure (Pinus sylvestris). 
La baza desemnării sitului se află câteva specii de plante enumerate în anexa I-a a Directivei Consiliului European 92/43/CE din 21 mai 1992 (privind conservarea habitatelor naturale și a speciilor de faună și floră sălbatică, printre care: curechi de munte (Ligularia sibirica), roua cerului (Drosera rotundifolia, specie insectofagă) sau ruginare (Andromeda polifolia).

## Căi de acces
- Drumul național DN17 pe ruta: Vatra Dornei - Dealu Floreni - Podu Coșnei - drumul județean DJ172D spre Românești.

## Monumente și atracții turistice
În vecinătatea sitului se află câteva obiective de interes istoric, cultural și turistic; astfel:
- Biserica de lemn „Sfântul Dumitru” din satul Poiana Stampei, construcție secolul al XIX-lea, monument istoric.
- Casa Gavril Candrea din satul Dorna Candrenilor, construcție secolul al XIX-lea, monument istoric.
- Rezervațiile naturale: Doisprezece Apostoli, arie protejată de tip geologic (declarată monument al naturii) situată pe teritoriul administrativ al comunei Dorna Candrenilor și Tinovul Poiana Stampei.